# سوخوي
سوخوي (روسية : Сухой) تعرف اختصارًا باسم سو (روسية : Су) هو مصنع طائرات روسي لتصميم وتصنيع الطائرات العسكرية والمدنية، كان مصنعاً سوفييتيا أسسه بافل سوخوي وأسماه مكتب تصميم سوخوي ويعرف الآن باسم شركة سوخوي.
دمجت الحكومة الروسية سوخوي مع ميكويان، إليوشن، توبوليف وشركات الصناعات الجوية الروسية الأخرى في شركة ضخمة واحدة تحت مسمى شركة الطائرات المتحدة.

## الطائرات التي أنتجت بتصميم سوخوي
- سو-2 - قاذفة خفيفة.
- سو-7 - طائرة هجومية.
- سو-9 - طائرة اعتراضية.
- سو-11 - طائرة اعتراضية.
- سو-15 - طائرة اعتراضية 1967.
- سو-17/سو-20/سو-22 - طائرة هجوم أرضي.
- سو-24 - قاذفة نفاثة 1974.
- سو-25 - طائرة هجوم أرضي.
- سو-26 - للألعاب الأكروباتية ذات مقعد واحد (مدنية).
- سو-27 - مقاتلة تفوق جوي 1984.
- سو-28/ سو-25 UB - تدربية.
- سو-29 - للألعاب الأكروباتية ذات مقعدين (مدنية).
- سو-30 - 1996.
- سو-31 - للألعاب الأكروباتية ذات مقعد واحد (مدنية).
- سو-33 - طائرة مخصصة لحاملات الطائرات 1994.
- سو-34 - مقاتلة قاذفة.
- سو-35/ سو-27 M - مقاتلة تفوق جوي 1995.
- سو-39/ سو-25 TM - طائرة هجوم أرضي، خصصت لتدمير الدبابات.
- سو-80 - طائرة نقل 2001.
- سو-47 - طائرة اختبار تقني من الجيل الخامس.
- سو-57 - اعتراضية متعددة المهام، من مقاتلات الجيل الخامس.